# Spermageddon
Spermageddon är en norsk animerad musikalkomedifilm med vuxet innehåll från 2024, i regi av Tommy Wirkola och Rasmus A. Sivertsen.
Filmen hade biopremiär i Sverige den 26 februari 2025.

## Handling
Jens och Lisa är två obekväma tonåringar, som en dag bestämmer sig för att de ska ha sex för allra första gången. Samtidigt som denna akt sker, är en spermie vid namn Simen och resten av hans flera miljoner spermievänner (inklusive den kvinnliga spermien Cumilla), på jakt efter en och samma sak, nämligen att kunna ta sig fram och befrukta det åtråvärda gyllene ägget.

## Rollista i urval
| Roll               | Originalröster         | Svenska röster  |
| ------------------ | ---------------------- | --------------- |
| Simen              | Aksel Hennie           | Emil Henrohn    |
| Cumilla            | Mathilde Thomine Storm | Ida Hallquist   |
| Lisa               | Nasrin Khusrawi        | Nikita Uggla    |
| Jens               | Christian Mikkelsen    | Hampus Nessvold |
| Professor Saltsmak | Bjørn Sundquist        | Dan Bratt       |
| Jizzmo             | Christian Rubeck       | Dragomir Mrsic  |